# 吴月
吴月（1960年2月—），海南万宁人，黎族，中国共产党党员。中华人民共和国政治人物、第十三届全国人民代表大会海南地区代表。

## 生平
2018年2月24日，当选为第十三届全国人大代表。